# Gajanejos
Gajanejos település Spanyolországban, Guadalajara tartományban. Gajanejos Brihuega, Muduex, Utande és Ledanca községekkel határos. Lakosainak száma 54 fő (2024).

## Népesség
A település népessége az utóbbi években az alábbiak szerint változott:
| Lakosok száma | 80   | 68   | 67   | 63   | 59   | 52   | 45   | 47   | 57   | 54   |
|               | 2001 | 2004 | 2006 | 2009 | 2011 | 2014 | 2016 | 2019 | 2021 | 2024 |